# Rivelatore di direzione ad alta frequenza

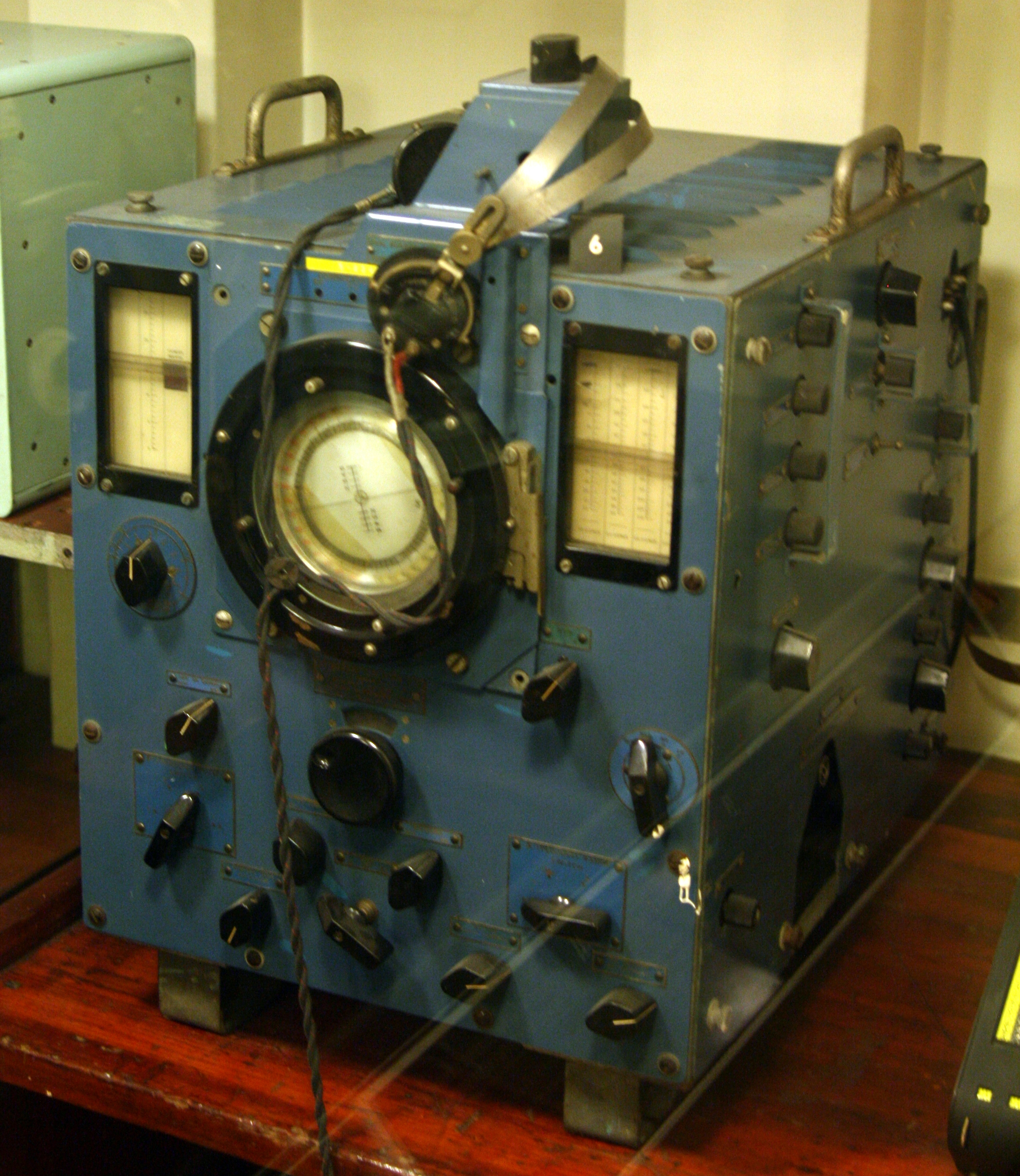
Radiogoniometro Huff-duff del Museo navale della HMS Belfast

Il rivelatore di direzione ad alta frequenza (noto anche come HF/DF o con il soprannome Huff-Duff) è un radiogoniometro messo a punto durante la seconda guerra mondiale. Il nome si basa sull'acronimo HFDF, che sta per High-Frequency Direction Finding (Ricerca della direzione ad alta frequenza). Questo apparecchio fu sviluppato dagli ingegneri francesi Maurice Deloraine ed Henri Busignies. Essi iniziarono il suo sviluppo a Parigi e lo terminarono negli Stati Uniti d'America, dov'erano emigrati a seguito dell'occupazione tedesca della Francia.
High frequency (HF, per Alta frequenza) si riferisce a una banda radio che può efficacemente trasmettere a lunga distanza, per esempio tra gli U-boat e il loro quartier generale a terra. HF/DF era principalmente usato per individuare radioemittenti nemiche durante I periodi in cui trasmettevano, sebbene fosse anche utilizzato per localizzare velivoli amici come aiuto alla navigazione. La tecnica di base resta in uso anche ai nostri giorni come una delle discipline fondamentali di spionaggio elettronico, sebbene incorporata in un ampio sistema di mezzi radio e radar invece di funzionare come apparato a sé stante.
HF/DF usava una schiera di antenne radio per ricevere lo stesso segnale da località o direzioni leggermente diverse e usava quindi queste piccole differenze per esporre la posizione del trasmettitore sullo schermo di un oscilloscopio. Il primo sistema usava un'antenna rotante meccanicamente (rivelatore di direzione Bellini–Tosi) e un operatore che ascoltava i picchi e le assenze nei segnali, impiegando parecchio tempo, spesso un minuto o più, per l'individuazione.
L'apparato HF/DF effettuava le medesime misurazioni ma sostanzialmente istantanee, il che consentiva d'individuare i segnali emessi in movimento, come quelli da una flotta di U-boat.
Il Sistema venne inizialmente sviluppato da Robert Watson-Watt, incominciando nel 1926 le ricerche per un sistema che localizzasse i fulmini. Il suo ruolo nello spionaggio non venne sviluppato fino alla fine degli anni trenta. Nel periodo iniziale della guerra le unità HF/DF erano molto richieste, e ci fu una notevole rivalità nella loro distribuzione. Un uso iniziale fu fatto dal Comando caccia della RAF come parte del "Sistema Dowding" d'intercettazione e controllo, nel quale unità basate a terra erano ampiamente utilizzate per raccogliere informazioni per l'Ammiragliato britannico al fine di localizzare gli U-boat. Tra il 1942 e il 1944 piccole unità divennero largamente disponibili e furono normali apparecchiature installate sulle navi della Marina militare britannica. Si ritiene che l'HF/DF abbia contribuito per il 24% di tutti gli affondamenti di U-boat durante la guerra.
Il concetto di base è anche noto con nomi diversi, tra i quali anche Cathode-Ray Direction Finding (CRDF, Individuazione della direzione con raggi catodici, Twin Path DF, e dal suo inventore, Watson-Watt DF o Adcock/Watson-Watt quando si considera l'antenna.

## Storia

### Prima di HF/DF
L'individuazione della direzione via radio era una tecnica ampiamente usata anche prima della prima guerra mondiale, sia per la navigazione aerea che per quella navale. Il concetto di base era l'utilizzo di un'antenna a forma di circonferenza (loop antenna) di dimensioni idonee alla banda di frequenza del segnale da intercettare. Quando il piano della circonferenza si trova perpendicolare al segnale, esso si annulla nelle due metà della circonferenza, producendo un improvviso crollo nell'uscita di segnale dal loop, noto come "0".
I primi sistemi DF usavano un'antenna circolare che poteva essere ruotata meccanicamente. L'operatore doveva sintonizzarsi su una stazione radio nota e quindi ruotare l'antenna fino a che il segnale scompariva. Ciò significava che l'antenna era ora perpendicolare rispetto alla direzione della trasmissione, benché ciò potesse significare entrambi i lati, cioè non era possibile solo con questa misura individuare il senso ma solo la direzione. Effettuando parecchie di tali misurazioni o usando altre fonti di informazione sulla navigazione per eliminare ambiguità, la rotta del trasmettitore poteva essere determinata.
Nel 1907 fu introdotto un miglioramento dagli ingegneri italiani Ettore Bellini e Alessandro Tosi, che semplificava di molto il sistema DF. La singola antenna circolare veniva rimpiazzata da due antenne perpendicolari fra loro. Il segnale in uscita da ciascuna veniva inviato al proprio solenoide. Due di tali solenoidi, uno per ogni antenna, detti solenoidi di campo, erano disposti uno vicino all'altro e perpendicolari fra loro. I segnali dalle due antenne generavano un campo magnetico nello spazio tra i due solenoidi, che veniva ricevuto da un solenoide rotante, il solenoide di ricerca. Il segnale massimo veniva generato quando il solenoide di ricerca era allineato con il campo magnetico dei due solenoidi di campo, che era all'angolo del segnale in relazione con le antenne. Ciò eliminava ogni necessità di avere delle antenne rotanti. Il rivelatore di direzione di Bellini-Tosi fu ampiamente utilizzato su navi, mentre l'antenna rotante rimase in uso sugli aerei, normalmente più piccoli.
Tutti questi dispositive richiedevano tempo per essere utilizzati. Normalmente l'operatore radio usava prima il normale sintonizzatore per individuare il segnale in questione, o usando le antenne DF o su un'antenna non direzionale a parte. Una volta sintonizzato l'operatore ruotava le antenne o il goniometro cercano picchi o assenze di segnale. Sebbene una localizzazione grossolana potesse essere trovata ruotando l'apparecchio rapidamente, per una rilevazione più accurata l'operatore doveva "andare a caccia" con piccoli movimenti. Con segnali periodici, come il Codice Morse, o segnali al limite della ricezione, ciò era un procedimento difficile: tempi fissi dell'ordine del minuto erano citati spesso.
Qualche lavoro sull'automatizzazione del Sistema B-T fu realizzato poco prima dell'inizio della seconda guerra mondiale, specialmente dagli ingegneri francesi Maurice Deloraine ed Henri Busignies, che lavoravano presso la filiale francese della statunitense ITT Corporation. Il sistema aveva il solenoide di ricerca motorizzato e una scheda-monitor circolare che ruotava in sincronismo. Una lampada sulla scheda-monitor era collegata all'uscita del goniometro e lampeggiava quando si trovava nella direzione giusta. Ruotando rapidamente, circa 120 giri al minuto, i lampeggiamenti si mescolavano in una macchia unica che indicava la direzione. Gli ingegneri francesi distrussero tutti i loro lavori nell'ufficio francese e lasciarono la Francia nel 1940, appena prima che la Germania di Hitler la invadesse e continuarono il loro lavoro negli Stati Uniti.

### Watson-Watt
Si sapeva da tempo che il fulmine disturbava i segnali radio. Esso si diffonde su molte frequenze ma è particolarmente forte nello spettro delle onde lunghe,
che era una delle radiofrequenze principali per le comunicazioni navali a lunghe distanze. Robert Watson-Watt aveva dimostrato che le misure di questi segnali radio potevano essere utilizzate per individuare i temporali e fornire allarmi a lunga distanza per piloti e navi. In alcuni esperimenti egli fu in grado d'individuare temporali sull'Africa a 2500 km di distanza. Comunque la durata del fulmine è talmente breve che i sistemi tradizionali di RDF che usano antenne circolari non sono in grado di determinarne la direzione prima che il fulmine svanisca. Incorporando i segnali di molte saette, si può determinare la posizione media che produce il miglior segnale su un lungo periodo.
Nel 1916 Watt propose che si potesse utilizzare un tubo a raggi catodici (CRT) come elemento indicatore al posto di un sistema meccanico, ma non riuscì a provarlo.
Watt lavorava al Met Office di Aldershot della RAF, ma nel 1924 di restituire il posto all'uso della RAF. Nel luglio 1924 Watt si trasferì nella nuova sede a Ditton Park, vicino a Slough. Questa sede ospitava già il Laboratorio nazionale di fisica (NPL), Sezione Ricerche Radio. Watt fu coinvolto nel ramo Atmosfera, compiendo studi di base nella propagazione di segnali radio attraverso l'atmosfera, mentre il NPL era coinvolto nelle misure sul campo e negli studi sulla rivelazione di direzione. Lo NPL aveva due apparati che usava in questi studi che si rivelarono cruciali nello sviluppo dello huff-duff, un'antenna Adcock e un moderno oscilloscopio.
L'antenna Adcock è un dispositivo di Quattro alberi che agiscono come due antenne circolari virtuali disposte ad angolo retto. Confrontando i segnali ricevuti dalle antenne circolari virtuali, la direzione del segnale può essere determinata usando le esistenti tecniche RDF. I ricercatori avevano assemblato l'antenna nel 1919 ma l'avevano poi trascurata a favore di progetti più piccoli. Questi si rivelarono di scarse prestazioni a causa delle caratteristiche elettriche della zona di Slough, che rendeva difficile determinare se il segnale proveniva da una linea retta o scendeva dal cielo.
Smith-Rose e Barfield rivolsero nuovamente la loro attenzione all'antenna Adcock, che non aveva componenti orizzontali e che quindi "filtrava" le onde provenienti dal cielo. In una serie di esperimenti di verifica essi furono in grado di determinare accuratamente il luogo di trasmissione.
Fu il persistente desiderio di Watt di determinare la sede di singoli fulmini che portò ai principali finali sviluppi della base del Sistema huff-duff. Il laboratorio aveva ricevuto di recente la spedizione di un oscilloscopio WE-224 dai Laboratori Bell, che fornì facili contatti ed aveva una fosforescenza di lunga durata.
Lavorando con Jock Herd, nel 1926 Watt aggiunse un amplificatore a ciascuno dei due bracci dell'antenna e inviò quei segnali ai due canali X e Y dell'oscilloscopio. Come sperato il segnale radio produsse uno schema sullo schermo dell'oscilloscopio che indicava il luogo dov'era caduto il fulmine e la fosforescenza a lunga durata diede all'operatore tempo più che sufficiente per le sue misure prima che l'immagine divenisse evanescente.
Watt ed Herd scrissero un'ampia relazione sul sistema nel 1926, riferendosi a esso come "Un radiogoniometro istantaneo a lettura diretta" e sostenendo che esso poteva essere utilizzato per determinare la direzione di segnali di durata breve fino a soli 0.001 secondi. La relazione descrive il dispositivo in dettaglio e procede spiegando come può essere utilizzato per migliorare l'individuazione via radio della direzione e della navigazione. Nonostante questa pubblicazione e i film che mostravano come utilizzare l'apparato per localizzare i fulmini, il concetto rimase apparentemente sconosciuto al di fuori del Regno Unito. Ciò gli consentì di essere sviluppato in segreto in forma utilizzabile.

### Battaglia d'Inghilterra
Durante la corsa all'installazione del Sistema radar Chain Home (CH) prima della Battaglia d'Inghilterra, le stazioni CH erano poste il più avanti possibile, lungo la costa, per fornire il maggior tempo tra l'avvistamento e l'azione nemica. Ciò significa che le zone interne sulle Isole britanniche non avevano copertura radar, contando invece sul Corpo di osservazione aerea (ROC), di recente formazione, per l'avvistamento nella zona. Mentre i ROC erano in grado di fornire ampie informazione su grossi raid, i caccia erano troppo piccoli e volavano troppo in alto per essere individuati. Poiché l'intero sistema Dowding si basava sulle direzioni da terra, qualche soluzione per individuare i propri caccia era necessaria.
L'espediente per risolvere questo problema fu l'uso delle stazioni huff-duff per sintonizzarsi sulle radio dei caccia. Ogni settore di controllo incaricato di selezionare squadroni di caccia era equipaggiato con un ricevitore huff-duff, fino a due sottostazioni situate a distanza (circa 48 km) lontane. Queste stazioni ascoltavano le trasmissioni dai caccia, confrontavano gli angoli per triangolare la loro posizione e quindi fornire questa informazione alla sala di controllo. Confrontando le posizioni del nemico riportate dai ROC e i caccia dal sistema huff-duff, i comandanti di Settore potevano facilmente indirizzare i caccia inglesi ad intercettare quelli nemici.
Per facilitare questo procedimento fu installato su alcuni caccia un Sistema noto come pip-squeak, almeno due per sezione (fino a quattro sezioni per squadrone). I Pip-squeak automaticamente emettevano una nota costante per 14 secondi ogni minuto, offrendo ampio intervallo di tempo agli operatori degli huff-duff per rintracciare il segnale. Esso doveva tirarsi indietro per agganciare la radio del velivolo durante la trasmissione del suo segnale DF.
Le necessità di dispositivi DF erano tali che il Ministero inglese dell'Aeronautica non era inizialmente in grado di fornire i quantitativi richiesti dal comandante del Comando caccia della Raf, Hugh Dowding.
In battaglie simulate durante il 1938 il Sistema si dimostrò così utile che il Ministero rispose fornendo sistemi Bellini-Tosi con la promessa che le versioni CRT li avrebbero rimpiazzati appena possibile. Questo sarebbe stato possibile sul campo, semplicemente collegando la antenne esistenti a una nuova serie di ricevitori. Per il 1940 questi furono installati presso tutti i 29 settori del Comando caccia, ed ebbero il ruolo maggiore nella vittoria della battaglia.

### Battaglia dell'Atlantico

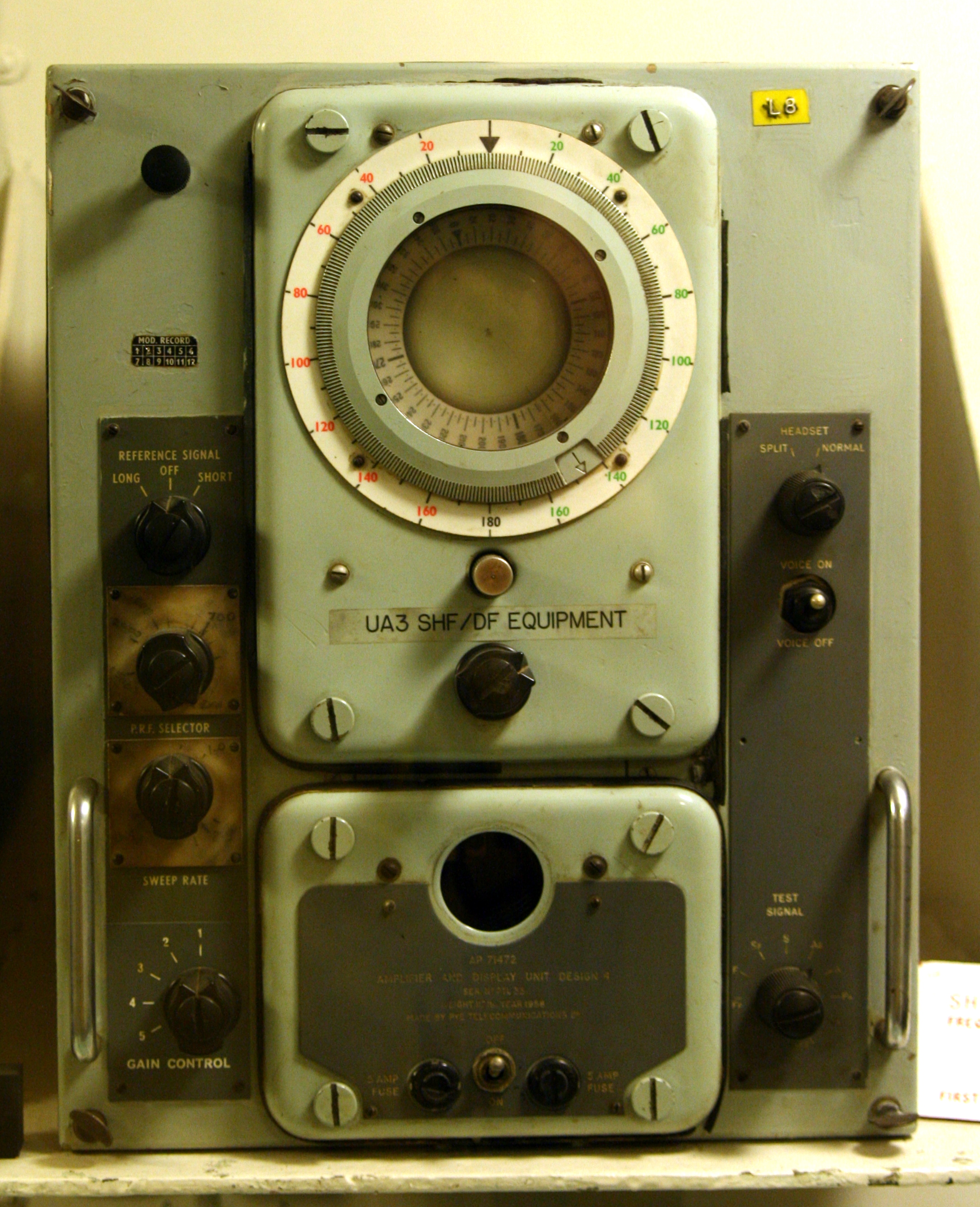
Equipaggiamento "Super Duff" sulla nave-museo HMS Belfast C35. L'indicatore circolare fornisce la lettura diretta della rotta dalla quale viene ricevuto il segnale, con numerali rossi per tribordo e verdi per babordo

Insieme al sonar ("ASDIC"), con il sistema di decrittazione dei codici tedeschi e il radar, "Huff-Duff" fu un valido componente dell'"armeria" alleata nell'individuare gli U-boat tedeschi e gli attacchi al naviglio mercantile durante la Battaglia dell'Atlantico.
La Kriegsmarine si rese conto che i rivelatori di direzione potevano essere utilizzati per localizzare le sue navi in mare, quando queste trasmettevano messaggi. Di conseguenza essi svilupparono un sistema che trasformava i messaggi di routine in messaggi abbreviati. Il "segnale accorciato" che ne risultava veniva poi codificato, per motivi di sicurezza, con la macchina crittografica Enigma e trasmesso brevemente. Un radio operatore esperto poteva impiegare circa 20 secondi per trasmettere un tipico messaggio
All'inizio il sistema di rivelazione del Regno Unito consisteva in un numero di stazioni costiere nelle Isole Britanniche e nel Nord Atlantico, che avrebbe coordinato le loro intercettazioni per individuare la posizione del trasmettitore intercettato. Le distanze interessate nella localizzazione degli U-boat nell'Atlantico dalle stazioni costiere DF erano così grandi da rendere relativamente imprecise le relative localizzazioni. Nel 1944 lo spionaggio navale sviluppò una nuova strategia con la quale gruppi di cinque stazioni costiere DF furono costruite in modo che si potessero mediare le loro singole localizzazioni per ottenere una migliore individuazione della posizione localizzata. Quattro di tali gruppi furono installati in Gran Bretagna: a Ford End nell'Essex, ad Anstruther nel Fife, a Bower nelle Highlands e a Goonhavern in Cornovaglia. Si pensava di realizzare altri gruppi in Islanda, Nuova Scozia e Giamaica. La semplice media fu verificata come non efficace e successivamente furono utilizzati metodi statistici. Agli operatori fu anche chiesto di dare un voto all'affidabilità delle loro letture in modo che a quelle scadenti o variabili fosse dato peso minore che a quelle che parevano stabili e ben definite. Molti di questi gruppi DF continuarono negli anni 1970 come parte della Organizzazione dei segnali composti.
I sistemi con base a terra erano utilizzati poiché ci sarebbero stati gravi problemi tecnici operando su navi, principalmente a causa degli effetti della sovrastruttura sul fronte dei segnali in arrivo. Questi problemi furono superati sotto la direzione tecnica dell'ingegnere polacco Wacław Struszyński, che lavorava presso l'Admiralty Signal Establishment. Quando le navi furono equipaggiate, fu condotta una serie complessa di misure per determinare questi effetti e fornite schede agli operatori per mostrar loro le correzioni necessarie alle varie frequenze.
Entro il 1942 la disponibilità di tubi a raggi catodici migliorò e non fu più necessario porre limiti al numero di serie di huff-duff che potevano essere prodotti. Allo stesso tempo furono introdotte serie migliorate che comprendevano la sintonizzazione guidata da motori per individuare la frequenze più probabili e far suonare un allarme quando veniva scoperta una trasmissione. Gli operatori potevano rapidamente procedere a una sintonizzazione fine del segnale prima che questo scomparisse. Questi apparati furono installati sulle navi di scorta ai convogli, consentendo loro di individuare gli U-boat che trasmettevano al di là della linea dell'orizzonte, oltre il raggio di azione dei radar. Ciò consentiva ai cacciatorpediniere a agli aerei antisom di precipitarsi ad alta velocità nella direzione degli U-boat, che potevano poi essere localizzati dai radar, se in emersione, o dagli ASDIC se immersi.
Dall'agosto 1944 la Germania stave lavorando sul sistema Kurier, che avrebbe trasmesso un intero "segnale accorciato" in una trasmissione a "sparo" di durata non superiore a 454 millisecondi, troppo breve per essere individuata o intercettata per la decifrazione, ma il sistema non divenne operativo prima della fine della guerra.

## Descrizione

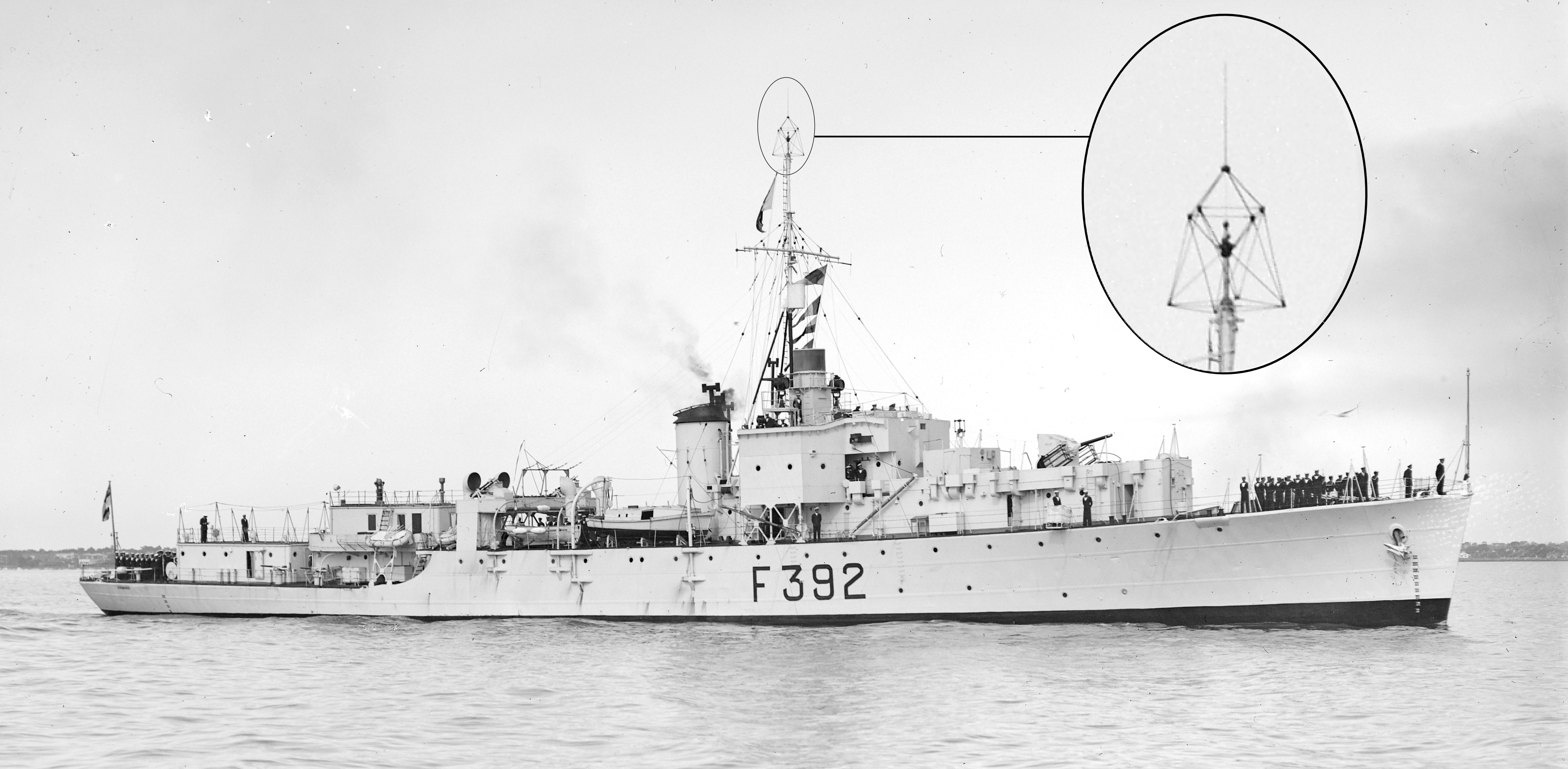
Huff-duff aereo (ampliato) su una fregata pakistana. Notare la sistemazione delle quattro antenne verticali, che formano due cerchi.

Il concetto base del sistema huff-duff è inviare il segnale proveniente da due antenne aeree agli assi (canali) X e Y di un oscilloscopio. Normalmente l'asse Y rappresenterebbe il nord/sud per una stazione a terra o, in caso di navi, allineato con l'asse poppa/prua. L'asse X quindi rappresenta o la direzione est/ovest o babordo/tribordo.
La deflessione della traccia sullo schermo dell'oscilloscopio costituisce la diretta indicazione della fase istantanea e della intensità del segnale radio. Poiché i segnali radio sono onde il segnale varia di fase molto rapidamente. Se si il segnale ricevuto su un canale, sia, ad es. Y, la macchia sullo schermo si muoverà su e giù così velocemente da apparire come una linea retta verticale, allungandosi allo stesso modo dal centro dello schermo. Quando gli si aggiunge l'altro canale, sintonizzato sullo stesso segnale, la macchia si muoverà in entrambe le direzioni nello stesso tempo, causando l'immagine di una linea diagonale. Comunque il segnale radio ha una sua lunghezza d'onda, cosicché quando esso viaggia attraverso le antenne circolari, la fase relativa che incontra ciascuna parte di antenna cambia. Ciò fa sì che la linea sia esposta come un'ellisse o curva di Lissajous, secondo la fase relativa. La curva viene ruotata in modo che il suo asse maggiore sta lungo l'orientamento del segnale. Nel caso di un segnale in direzione nord-est, il risultato sarà un'ellisse il cui asse sullo schermo giace su una linea di 45/225 gradi. Poiché la fase cambia durante il tracciamento sullo schermo, la forma esposta comprende uno sfocamento di cui si deve tenere conto.
Ciò lascia irrisolto il problema di determinare se il segnale abbia direzione nord-est o sud-ovest, essendo l'ellisse egualmente lungo da entrambe le parti del centro dello schermo. Per risolvere questo problema un'antenna aerea separata, l'antenna-senso, fu aggiunta a questo insieme. Questa era un'antenna aerea onnidirezionale posta a distanza fissa dall'antenna circolare di circa mezza lunghezza d'onda. Quando il suo segnale si inserisce, quello di fase opposta da questa antenna sopprime il segnale quando questo si trova in opposizione di fase nella direzione dell'antenna-senso. Questo segnale veniva inviato al canale della intensità luminosa dello schermo, o asse Z dell'oscilloscopio, provocando la scomparsa dell'immagine sullo schermo quando i due segnali erano in opposizione di fase. Collegando l'antenna-senso a una delle antenne circolari, diciamo il canale nord-sud, l'immagine sullo schermo veniva soppressa quando era nella sua seconda metà, indicando che il segnale era da qualche parte a nord. A questo punto il solo possibile orientamento era quello nord-est.
I segnali ricevuti dalle due antenne sono molto deboli e ad alta frequenza, cosicché essi devono prima essere amplificati da due identiche radio riceventi. Ciò richiede che le due riceventi siano estremamente ben bilanciate in modo che nessuna delle due amplifichi più dell'altra, cambiando così il segnale in uscita. Per esempio, se l'amplificatore dell'antenna nord-sud avesse un leggermente maggior guadagno, la macchia sullo schermo non si muoverebbe lungo una linea a 45º ma forse lungo una a 30º. Per bilanciare i due amplificatori, la maggior parte dei sistemi di aggiustamento comprendevano un test loop che generava un segnale di prova in direzione nota.
Per i sistemi navali la superstruttura della nave presentava delle serie cause di interferenza, specialmente di fase, poiché i segnali si muovevano intorno a vari ostacoli metallici. Per sistemare questo, la nave veniva ancorata mentre una seconda nave trasmetteva un segnale di prova da circa un miglio di distanza e il segnale risultante veniva registrato su un foglio di calibratura. La nave trasmittente si spostava quindi in un'altra posizione e la calibratura veniva ripetuta. La calibratura era diversa per diverse lunghezze d'onda, così come per le diverse direzioni; redigere un completo insieme di fogli per ogni nave richiedeva un lavoro significativo.
Le unità navali, particolarmente la serie HF4, comprendeva un piatto rotante in materia plastica con una linea, il "cursore", utilizzata come ausilio nella determinazione degli angoli, Questo poteva essere difficile se le punte degli ellissi non raggiungevano le estremità dello schermo o addirittura ne uscivano. Allineando il cursore con i picchi alle due estremità, ciò diveniva semplice. Figure schiacciate da entrambe le parti del cursore permettevano la misura della larghezza sullo schermo e servivano a determinare l'ammontare della sfocatura.